# 高平站
高平站，位于中华人民共和国山西省晋城市高平市新建北路1207号，是太焦铁路上的火车站，车站等级三等站，建于1960年，由中国铁路郑州局集团管辖。

## 历史
- 建于1960年。
- 车站于2008年至2010年进行改造工程。

## 旅客列车目的地
在郑太高铁高平东站启用前，高平站是高平市主城区唯一的客运火车站，曾开行有前往北京、苏州、武汉等地列车。高平东站开通后，途径高平站的旅客列车数量大幅减少至仅剩两对。
截至2025年1月，高平站开行的旅客列车有两列，其中1551/1554、1552/1553次列车淡季停运。
| 目的地 | 车次 | 列车所属路局 |
| ------ | ---- | ------------ |
| 太原   | 1552 | 太原局集团   |
| 九江   | K903 | 太原局集团   |

## 車站周邊
- 农村信用合作社高平联社澳林分社
- 高平澳林大酒店
- 高平市安监局
- 高平市实验小学
- 中国农业银行高平市支行城关营业所
- 高平市水利局
- 中国建设银行高平支行
- 高平二中
- 高平市中医院
- 高平市财政局
- 高平市政府
- 农村商业银行西关分社

## 外部連結
- 中国铁路客户服务中心 （页面存档备份，存于）